# Mielichhoferia chlorocarpa
Mielichhoferia chlorocarpa là một loài rêu trong họ Bryaceae. Loài này được Herzog mô tả khoa học đầu tiên năm 1934.